# ステファニーキイチゴシジミ
ステファニーキイチゴシジミ （Sinthusa stephaniae） は、チョウ目（鱗翅目）アゲハチョウ上科シジミチョウ科に分類されるチョウの一種。フィリピン固有種。ホンコンで本属の一種が幼虫時代にキイチゴ類を食草としているところから、属名にキイチゴシジミの和名が用いられている。本属はインド北部からスンダランド、フィリピン、スラウェシに分布し、13種が知られている。フィリピンには6種が分布し本種を含む4種がフィリピン固有種である。

## 分布
レイテ島、ミンダナオ島、ネグロス島、サマール島に分布する。レイテ島とミンダナオ島ではミンダナオキイチゴシジミと分布が重なっている。

## 形態
前翅長は12-15mm。レイテ島とミンダナオ島で分布が重なるミンダナオキイチゴシジミ (S. mindanensis)とよく似ているので、同定には注意を要する。オス、メスとも翅裏の斑紋の相違とオスの翅表・前翅前縁に青色鱗が出現するのがミンダナオキイチゴシジミ で、青色鱗を欠くのが本種である。

## 生態
山岳地域で年数回発生しているものと思われる。